# Albert Tönjes
Albert Tönjes (* 2. Januar 1920 in Oldenburg; † 25. April 1980 in Rheine) war ein deutscher Politiker (SPD).

## Leben und Beruf
Nach dem Besuch der Volksschule und einer Handwerkslehre war Tönjes als Ingenieur-Assistent beim Norddeutschen Lloyd in Bremen tätig. Parallel dazu besuchte er die Staatliche Ingenieurschule, welche er mit dem Examen als Bau-Ingenieur abschloss. Er nahm als Soldat der Kriegsmarine von 1942 bis 1945 am Zweiten Weltkrieg teil, zuletzt als Leutnant der Reserve. Bei Kriegsende geriet er in britische Gefangenschaft, aus der er 1947 entlassen wurde. Anschließend arbeitete er als Bundesbahnamtmann bei der Deutschen Bundesbahn in Rheine.

## Partei
Tönjes trat 1945 der SPD bei und wurde 1958 Kreisvorsitzender der Partei in Steinfurt.

## Abgeordneter
Tönjes war von 1956 bis 1956 Ratsmitglied der Stadt Rheine. Er war seit 1956 Kreistagsmitglied des Kreises Steinfurt und dort von 1958 bis 1969 Vorsitzender der SPD-Fraktion. Dem Deutschen Bundestag gehörte er von 1965 bis zu seinem Tode an. Er war stets über die Landesliste der SPD Nordrhein-Westfalen ins Parlament eingezogen. 

## Öffentliche Ämter
Tönjes war seit 1958 stellvertretender Landrat im Kreis Steinfurt.